# Baillif
Baillif is een gemeente in het Franse overzeese departement Guadeloupe op het eiland Basse-Terre en telt 5.203 inwoners (2019). De oppervlakte bedraagt 24,3 km². Het ligt ongeveer 3 km ten noordwesten van de hoofdstad Basse-Terre.

## Geschiedenis
In 1637 werd het gebied aan Dominicaner monniken aangewezen. Het is waarschijnlijk vernoemd naar Robert Baillif die er van 1650 tot 1700 een handelspost had. In 1650 werd een fort gebouwd door Jean de Boisseret d'Herblay. De plaats werd in 1691 en 1703 werd verwoest door de Britten. In 1703 bouwde de priester Labat een toren om het dorp te verdedigen. De kleine luchthaven Baillif bevindt zich in de gemeente.

## Galerij

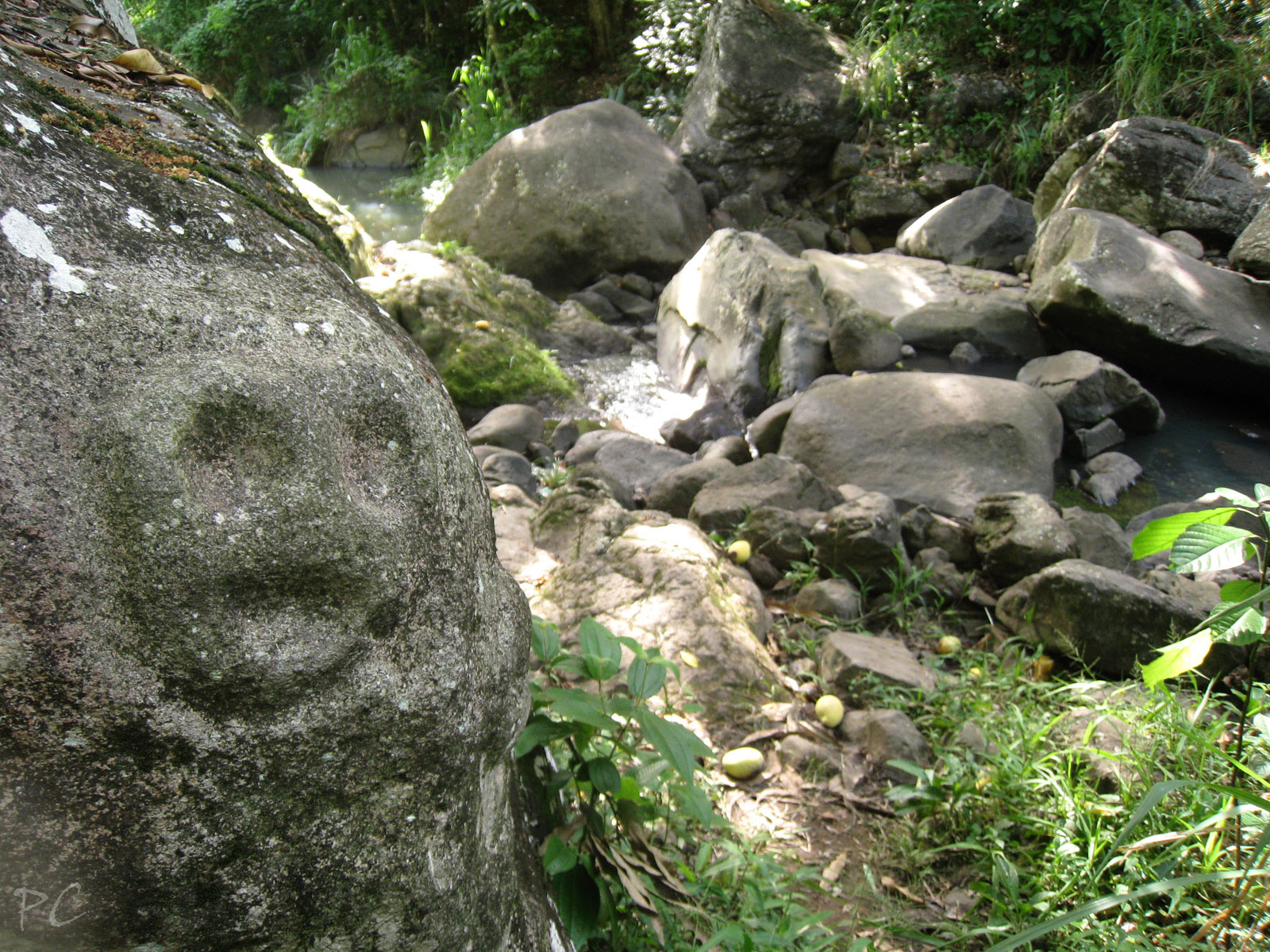
Petrogliefen bij de Plessisrivier
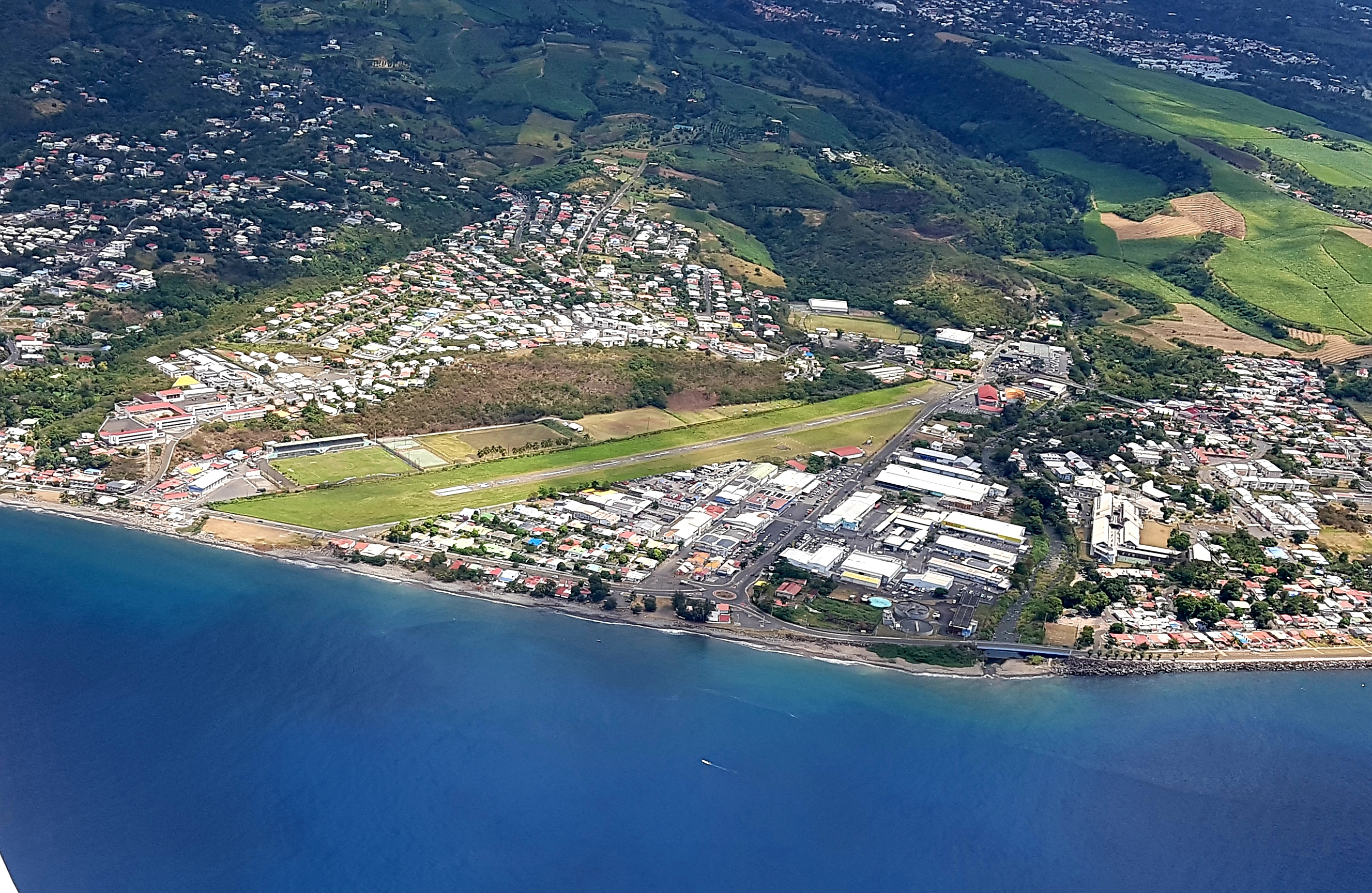
Luchthaven Baillif
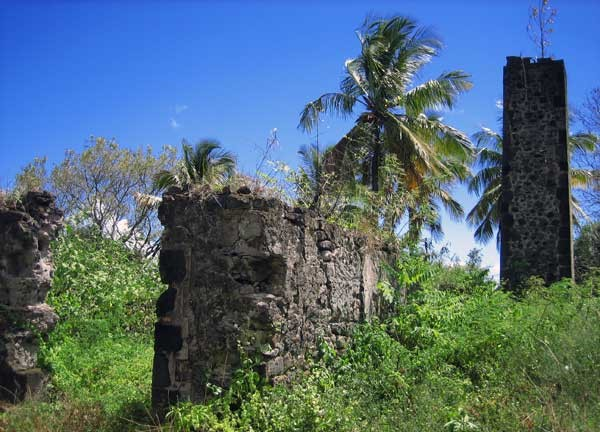
Ruïnes van plantage Clairefontaine

- Bibliothèque nationale de France: cb155385866 (data)
- Gemeinsame Normdatei: 4197703-8
- MusicBrainz: 982d8580-97a5-4170-b627-034dcb777e4d
- Virtual International Authority File: 248137358

Les Abymes · Anse-Bertrand · Baie-Mahault · Baillif · Basse-Terre · Bouillante · Capesterre-Belle-Eau · Capesterre-de-Marie-Galante · Deshaies · La Désirade · Le Gosier · Gourbeyre · Goyave · Grand-Bourg · Lamentin · Morne-à-l'Eau · Le Moule · Petit-Bourg · Petit-Canal · Pointe-à-Pitre · Pointe-Noire · Port-Louis · Saint-Claude · Sainte-Anne · Sainte-Rose · Saint-François · Saint-Louis · Terre-de-Bas · Terre-de-Haut · Trois-Rivières · Vieux-Fort · Vieux-Habitants